# Hôtel Majestic (Tunis)
Pour les articles homonymes, voir Hôtel Majestic (homonymie).
L’hôtel Majestic est un hôtel situé sur l'avenue de Paris à Tunis en Tunisie.

## Histoire
Il est construit en 1912 par l'architecte français Paul-Auguste Baron.